# Tatankacephalus
Tatankacephalus cooneyorum — меловой динозавр из семейства нодозаврид, остатки которого найдены на территории США.

## Возраст
Останки имеют возраст около 112 миллионов лет. Они обнаружены в центральной части штата Монтана (США, Cloverly Formation) в 1996, 1997 и 1998 годах.

## Название
Родовое название происходит от слова бизон (tatanka) на языке одного из племен индейцев Сиу (Oglala). Видовое название дано авторами описания (William L. Parsons и Kirsten Parsons) в честь John Patrick Cooney.

## Описание
Длина тела около 5—7 метров. Обнаружены череп и несколько фрагментов скелета на склонах холмов, оголившихся в результате действия эрозии.
Травоядный динозавр, покрытый панцирем. На голове находилось несколько рогов, а хвост мог быть снабжён костяным наростом или шипами для защиты от хищников. Череп и другие связанные скелетные элементы из раннего мела Монтаны, представляющие нового панцирного динозавра из семейства анкилозаврид, татанкоцефала (Tatankacephalus cooneyorum), описаны в этой работе, и обладают несколькими диагностическими особенностями, которые указывают, что этот новый таксон отличается от единственного другого известного анкилозавра из формации Cloverly завропельты (Sauropelta edwardsorum). Эти особенности включают лобно-теменной купол, увеличенный затылочный гребень, который затеняет затылочную область, круглую орбиту, искривившиеся вниз в постеролатеральном направлении пароокципитальные отростки, направленное постеровентрально затылочное отверстие и многие особенности черепной коробки. Положение татанкацефала связывает его с анкилозавридами на основе нескольких особенностей черепа, включая увеличенный затылочный сегмент, который сверху затеняет затылок, изгиб вниз бокового профиля черепа перед орбитой, пирамидальные заглазничные отростки, направленные в стороны пирамидальные отростки квадратно-скуловых костей, присутствие подглазной полки, присутствие параназальных пазух и нехватка «пояса» на коронке зубов (максиллярных или зубной кости). Авторы считают ящера базальным членом Ankylosauridae, так как он сохраняет премаксиллярные зубы и затенённое боковое височное отверстие, и наиболее близко ставя его с гастонией, также из Северной Америки. Это ящер среднего размера, с длиной реконструированного черепа около 32 см.